# Jimmy Carter (pugile)
James Walter Carter (Aiken, 15 dicembre 1923 – 21 settembre 1994) è stato un pugile statunitense.
La International Boxing Hall of Fame lo ha riconosciuto fra i più grandi pugili di ogni tempo.

## Gli inizi
Pugile afroamericano, professionista dal 1946.

## La carriera
Campione del mondo dei leggeri dal 1951 al 1952, dal 1952 al 1954 e dal 1954 al 1955.